# Motutunga
Motutunga egy atoll a Dél-Csendes-óceánon. A terület politikailag Francia Polinéziához tartozik. Motutunga a Tuamotu-szigetek egyik alcsoportjának, a Raeffsky-szigeteknek a része. A Raeffsky szigetcsoport a Tuamotu szigetcsoport központi részén található. Motutunga a Reffsky-szigetek keleti részén található, Tahititől 503 km-re keletre. Az atoll hosszúsága 15 km, szélessége 14 km, a területe közel  másfél km², a lagúnájával együtt pedig 126 km². Lagúnájába az óceán felől nem lehet bejutni, nincs a korallján hajózható szoros.
A sziget lakatlan.

## Története
Motutunga atoll első európai látogatója James Cook kapitány volt 1773-ban, aki a hajója után az Adventure nevet adta a szigetnek.
Domingo de Boenechea spanyol felfedező 1774-ben járt a szigeten, amelynek a "San Blas" nevet adta.

## Közigazgatás
Motutunga atoll Anaa önkormányzati településhez tartozik Faaite és Tahanea atollokkal egyetemben.

## További információ
- Atoll lista (franciául) Archiválva 2007. február 28-i dátummal a Wayback Machine-ben